# Rudolf Kittel
Rudolf Kittel, född 28 mars 1853, död 20 oktober 1929, var en tysk teolog.
Kittel var professor i Gamla Testamentets exegetik i Leipzig 1898-1924. Påverkad av Julius Wellhausen fullföljde han dennes teorier om Moseböckernas textkritiska problem i radikal riktning, Geschichte des Volkes Israel. Av Kittels övriga arbeten märks Die Religion des Volkes Israel (1891, 2:a upplagan 1929), en utgåva av Biblia hebraica (2 band, 1905-06), Israels Religionshistoria (1921), samt en självbiografi i Die Religionswissenschaft der Gegenwart in Selbstdarstellungen (1925).